# Emilia Bagnicka
Emilia Bagnicka – polska genetyk, dr hab. nauk rolniczych, profesor Instytutu Genetyki i Biotechnologii Zwierząt Polskiej Akademii Nauk.

## Życiorys
15 września 1998 obroniła pracę doktorską Analiza metod oceny wartości hodowlanej kóz mlecznych w Polsce, 12 grudnia 2006 habilitowała się na podstawie pracy zatytułowanej Indeksy selekcyjne uwzględniające cechy mleczności kóz mlecznego typu użytkowego oraz propozycja indeksu selekcyjnego dla cech funkcjonalnych. 2 kwietnia 2014 nadano jej tytuł profesora w zakresie nauk rolniczych.
Piastuje stanowisko profesora Instytutu Genetyki i Biotechnologii Zwierząt Polskiej Akademii Nauk.